# 無懐氏
無懐氏（むかいし、ピンイン:wú huái shì）は、中国の古国時代における原初諸氏最後の氏族である。また、帝蒼芒一人を指す場合もある。燧人氏を祖とする風姓の一支族である。伏羲・女媧の後の時代に世を治めたとされる。
陰康氏の後にその名が見られ、五帝や夏王朝に入る前の時代に挙げられている中では最も新しい時代の統治者にあたる。無懐氏の世の後にあたるのが黄帝あるいは神農の時代であるとされているが、『史記』（三皇本紀）などの史書では、伏羲たちの時代の後ではなく人皇（三皇のひとり）のあとの時代、あるいは伏羲たちの前の時代に位置するという解釈も存在している。

## 姓
帝蒼芒は風姓であったとされる。これは、大伏羲氏族に属していた事からも裏付けられる。

### 大伏羲氏
大伏羲氏（だいふっきし・だいふくぎし）は、伏羲の血統である氏族の総称。伏羲は中国神話における始祖の一人であり、風姓などの姓を持つ氏族は伏羲の血統であるため、大伏羲氏に属する。

## 統治
蒼芒（そうぼう）は、初め無懐氏の族長だったが、突出した業績により伏羲女媧体制71代帝渭茂に執政として抜擢され、帝都で政権を補佐。執政任期中の公正明大な態度が部落の首領たちの支持を得、帝渭茂が神と大伏羲氏族の臣民に対して帝位の継承を推薦した。
紀元前5241年に71代帝渭茂が逝去、蒼芒が即位し帝となった。即位後は象城に都し、辛丑年（紀元前5240年）を以て蒼芒元年とした。
晩年に姪である節曲を73代帝に推薦し、紀元前5209年に70歳で逝去。遺体は象城西南の伏羲帝陵（現在の河南省漯河市舞陽県賈湖遺跡）に葬られ、帝蒼芒と諡号された。

### 蒼芒
在位は紀元前5241年〜紀元前5209年、生没年は帝澤治二十五年（紀元前5278年）〜帝蒼芒三十二年（紀元前5209年）とされる。出生地は懐城（現在の河南省焦作市武陟県西陶鎮古城）、都は象城（現在の河南省漯河市舞陽県北東）元年は辛丑の年、紀元前5240年とされる。性別は女で名は蒼芒、号が無懐氏とされる。中国氏族同盟伏羲女媧体制の72代帝、大伏羲氏族無懐氏の長である。

## 以後
懐城は無懐氏族の活動の中心であった。氏族同盟時代（原初諸氏期）が終わると無懐氏の部落は解体し、その一部が懐を姓として懐国を建国した。しかし西周時代に懐国は周の武王に征服されたため、諸侯国として臣従した。春秋初年に懐国は鄭国の所有となり、戦国時代には魏国に所属した。

## 中国氏族同盟伏羲女媧体制の王たち
『史記』（三皇本紀）に見られるのは以下の17氏である。
- 人皇（三皇） ― 五竜氏・燧人氏・大庭氏・柏皇氏・中央氏・巻須氏・栗陸氏・驪連氏・赫胥氏・尊盧氏・渾沌氏・昊英氏・有巣氏・朱襄氏・葛天氏・陰康氏・無懐氏 ― 黄帝（五帝）[6]

『帝王世紀』では以下の15氏が挙げられている。
- 女媧 ― 大庭氏・柏皇氏・中央氏・栗陸氏・驪連氏・赫胥氏・尊盧氏・渾沌氏・昊英氏・有巣氏・朱襄氏・葛天氏・陰康氏・無懐氏